# Trío de damas
Trío de damas és una pel·lícula espanyola de comèdia estrenada en 1960, coescrita i dirigida per Pedro Lazaga i protagonitzada en els papers principals per Francisco Rabal, Laura Valenzuela i José Luis López Vázquez.

## Argument
Alberto Sainz està feliçment casat amb Ana, però la gelosia malaltissa d'ella fa que sorgeixin en la dona dues noves personalitats femenines. Aquestes són Lola i Monique. Monique és una cantant francesa arribada del barri parisenc de Montmartre i Lola és una noia eixelebrada i desvergonyida. Ambdues s'enamoren d'Alberto. Estan disposades a donar-li tot el que ell els demani sivsl. A causa del desdoblament de personalitat d'Ana, el matrimoni comença a perillar seriosament. Alberto haurà de buscar una solució als problemes mentals de la seva esposa si vol salvar la seva relació.

## Repartiment
- Francisco Rabal... Alberto Sáinz Robledo
- Laura Valenzuela... Ana / Lola / Monique
- José Luis López Vázquez... Julio
- Carmita Ignarra
- Maruja Bustos
- Santiago Ríos
- Jesús Puente... Juan
- Ana María Custodio
- Ismael Merlo... Dr. San Román
- Mayrata O'Wisiedo
- Erasmo Pascual... Dr. José Lazapuch
- Ángela Bravo
- José Orjas... Joier 1
- Emilio Rodríguez... Joier 2
- Amparo Baró... Emprada botiga de moda
- Juan Cazalilla... Opositor a notaries alienat
- Fernando Sánchez Polack... Horacio, un escombriaire
- Aníbal Vela... Sacerdot